# Bingu wa Mutharika
Bingu wa Mutharika (24. veljače 1934. – 5. travnja 2012.), bivši predsjednik Malavija.
Izabran je prvi puta za predsjednika 24. svibnja 2004. Bio je također i predsjednik vladajuće Demokratske progresivne stranke, koja je zadobila većinu u malavijskom parlamentu 2009. godine. Umro je na dužnosti zbog srčanog udara u Lilongweu 5. travnja 2012. 